# Wólka Krosnowska
Wólka Krosnowska – wieś w Polsce położona w województwie łódzkim, w powiecie skierniewickim, w gminie Lipce Reymontowskie.
W latach 1975–1998 miejscowość administracyjnie należała do województwa skierniewickiego.